# Villa del Álamo
Villa del Álamo är en ort i Mexiko.   Den ligger i kommunen Tijuana och delstaten Baja California, i den nordvästra delen av landet, 2 300 km nordväst om huvudstaden Mexico City. Villa del Álamo ligger 215 meter över havet och antalet invånare är 302.
Terrängen runt Villa del Álamo är lite kuperad. Runt Villa del Álamo är det tätbefolkat, med 913 invånare per kvadratkilometer. Närmaste större samhälle är Tijuana, 9,6 km nordväst om Villa del Álamo. Omgivningarna runt Villa del Álamo är i huvudsak ett öppet busklandskap.